# 卡梅諾島
卡梅諾島（Camano Island）是美國華盛頓州的一座島嶼，位於惠德比島和華盛頓州本土的史諾霍米須郡之間，行政上與惠德比島同屬島縣管轄。卡梅諾島面積103平方公里，2020年人口普查有17,356人。

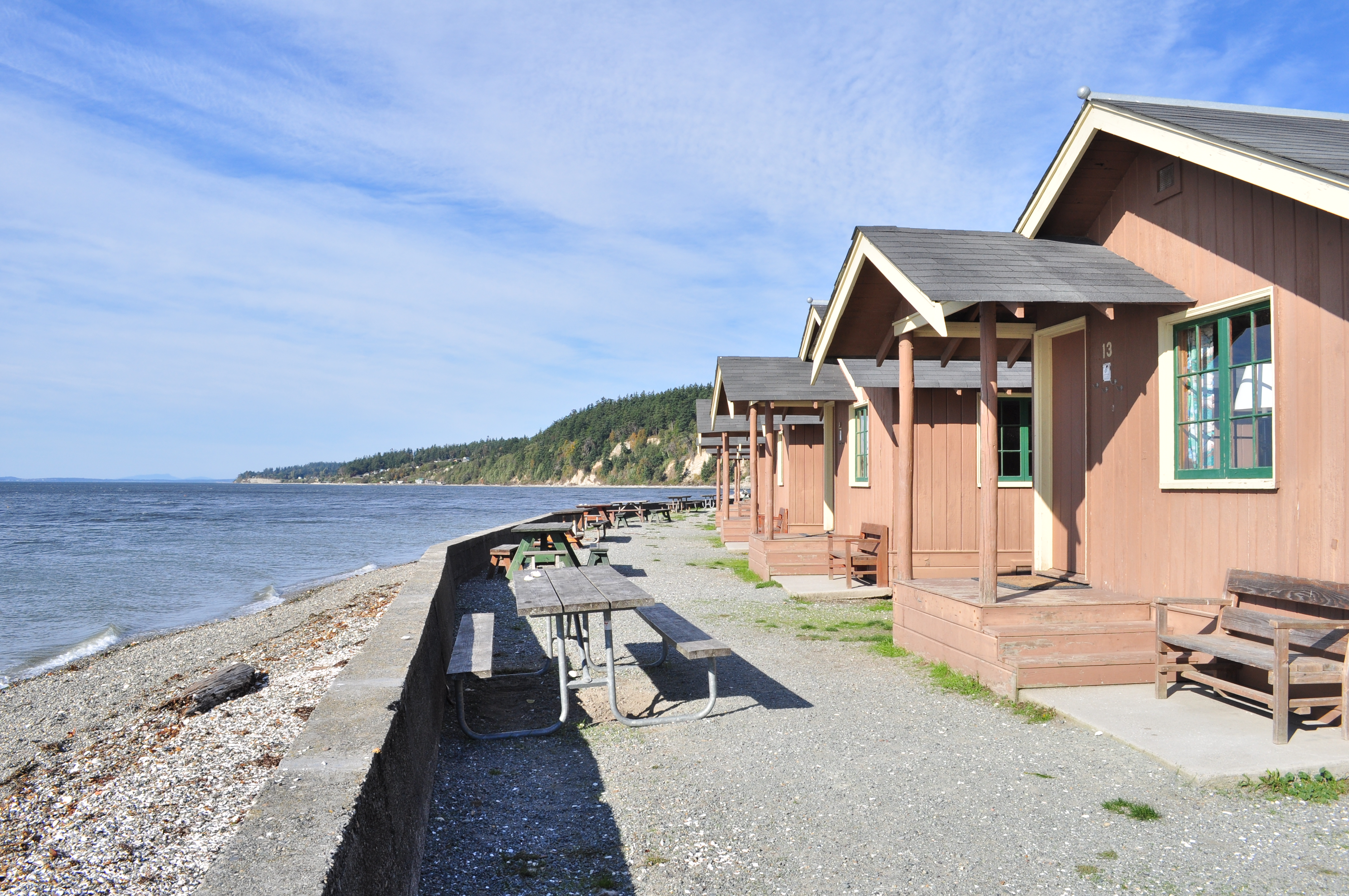
卡梅諾島

卡梅諾島在島縣的位置

1841年，美國探險家查爾斯·威爾克斯抵達此地並將其命名為麥克唐納島，以紀念1812年戰爭期間的美國海軍軍官湯瑪斯·麥克唐納。英國皇家海軍軍官奇力在1847年重新繪製海軍航海圖時將其改為目前的名稱。